# Plumularia stylifera
Plumularia stylifera är en nässeldjursart som beskrevs av George James Allman 1883. Plumularia stylifera ingår i släktet Plumularia och familjen Plumulariidae. Inga underarter finns listade i Catalogue of Life.